# Побожје
Побожје или Побужје је насеље у Северној Македонији, у северном делу државе. Побожје је насеље у оквиру општине Чучер-Сандево.
Побожје има велики значај за српску заједницу у Северној Македонији, пошто Срби чине значајну мањину у насељу.

## Географија
Побожје је смештено у северном делу Северне Македоније. Од најближег града, Скопља, село је удаљено 16 km северно.
Село Побожје се налази у историјској области Црногорје, у јужној подгорини Скопске Црне горе, на приближно 570 m надморске висине. Северно од насеља издиже се планина, а јужно се пружа Скопско поље.
Месна клима је континентална.

## Историја
У месту "Побужје" (по српском) је радила српска народна школа између 1867-1884. године. Обновљена је затим 1892. године. Године 1896. први пут је прослављен српски празник и школска слава Савиндан, у том месту. Домаћин школски и славски био је следеће 1897. године Петко Горњевекић, а учитељ Јован Ђорђевић припремио је приредбу.
Године 1899. прослава празника Савиндана почела је у православној цркви посвећеној Св. Петки, а служио је поп Анђелко Качаниклијевић. У школи је пресечен славски колач са домаћином славе Митром Стојковићем, и након певача тропара Св. Сави и Светосавске химне, светосавску беседу је изговорио учитељ Трајко Ковачевић.

## Манастир Благовештења Пресвете Богородице
Постојао је српски православни манастир посвећен празнику Благовештењу Пресвете Богородице у Побужју. По народном предању то била задужбина Радославова. Припадао је 1897. године Православној Васељенској патријаршији; био у српским рукама. Калуђере у њему је постављала Српска Митрополија. Манастир је као манастирску славу славио празник Малу Госпојину. "То је најлепши а можда и највећи" манастир у Скопској Црној Гори. Лежи северно од села удаљен четврт сата, до којег води пут. Налази се уздигнут, на "на осоју једног висоравна" (брда), са којег се види сва Скопска Црна Гора.
Манастирска црква је била од камена, често преплављана, једнобродна грађевина. Некад је то била већа грађевина, покривена оловом, а крајем 19. века са ћерамидом. Зидни живопис је био древан али "искварен" и замазан већим делом са кречом. Темпло је новијег датум, из пвремена када је последњи пут преправљан. Конак стари и трошан су чинила четири одељења као монашке ћелије. Уз ограду порте назирали су се темељи некадашњег конака. Од слабог материјала била је и одвојена кухиња са једном комором и фуруном за печење хлеба. Пола сата удаљена у "доњем забрану" била је црква Богородичина звана "Ваведење" - манастирски метох. Двадесетак метара северно од манастира се на равни налазио извор воде који је једном спасио част манастиру. У манастир су дошли Марко, Милош и Реља и затражили од игумана рибу за јело. Игуман се усрдно молио Богу, и неочекивано су се у извору појавиле рибе. По предању сваке године на празник Благовештење који је манастирска слава, ту се појаве рибе.
Године 1899. манастир је прославио своју славу Благовештење, али није било домаћих монаха. Службовао је зато игуман манастира Св. арханђела у Кучевишту Герман, уз саслужење мирских свештеника из околине. Бригу о манастиру и гостопримству о слави водио је становник села Бањани, Петар Крагујевић.
Манастир је некад имао удаљено имање у Орману, код Вучитрна на реци Лепенци. Крајем 18. века у манастиру је наводно било 80 "инока" (калуђера), као остатак старог братства са чак 300 калуђера. То је био богат манастир са развијеним сточарством. Наводно је постојала веза преко дрвених повезаних чункова, између манастира и суседног манастира Св. Никите. Дрвеним цевима текло је млеко из манастира у манастир. Та инсталација је у 19. веку служила као надземни водовод, који је доносио воду до чесме код манастира Св. Никите.
Манастирска порта је ограђена зидом, двориште пространо, а у средини је 1897. године огроман стари орах. Ниже ораха је била чесма јаког млаза са хладном питком водом. Поред лековите воде верници су походили светињу и због чудотворне иконе Богородице. По сећању мештана око 1870. године ту је била само једна црквица средњовековна, грађена у исто време када и манастири Св. Арханђел Кучевички и Св. Никита Горњански. Заузимањем вредних Побужана и епитропа Вељка Зенговића, Илије Бајчевића, Митра Стајковића и Ивка Стојановић манастир је обновљен. Храм је повећан, унутра осликан живопис, те направљено више чардака са пространим собама. Када је септембра 1897. године требало да се одржи литургија о манастирској слави, бугарски егзархисти су ометали њено извођење, па је уследио сукоб између Срба и Бугара. Власт је послала војску која је чувала ред и похапсила бугарске виновнике.
Ту су 1924. године биле две старе православне цркве.

## Становништво
Побожје је према последњем попису из 2021. године имало 710 становника. Почетком 20. века Срби су били искључиво становништво у селу.
Претежна вероисповест месног становништва је православље.
| Национални састав према попису из 2021.‍ | Национални састав према попису из 2021.‍ | Национални састав према попису из 2021.‍ | Национални састав према попису из 2021.‍ | Национални састав према попису из 2021.‍ |
| --------------------------------------- | --------------------------------------- | --------------------------------------- | --------------------------------------- | --------------------------------------- |
|                                         |                                         |                                         |                                         |                                         |
| Македонци                               | Македонци                               |                                         | 551                                     | 77,6%                                   |
| Срби                                    | Срби                                    |                                         | 112                                     | 15,8%                                   |
| непописани                              | непописани                              |                                         | 10                                      | 5,9%                                    |